# Lista över biskopar i Uppsala stift
Denna artikel är en lista över ärkebiskopar och biskopar som haft säte i Uppsala.
För katolska biskopar inom katolska kyrkan i Sverige specifikt, se Lista över katolska biskopar i Sverige.

## Ärkebiskopar
Listan över ärkebiskopar omfattar de personer som har innehaft titeln ärkebiskop i Uppsala stift sedan 1164. Det nuvarande Sverige, liksom övriga Norden, kom att ingå i ärkestiftet Hamburg-Bremen, när det upprättades 831, efter att Ansgar hade återvänt till Tyskland efter sin missionsresa till Birka. Han blev också dess förste ärkebiskop. 1104 avstyckades Norden från Hamburg-Bremen och fick sin egen ärkebiskop med säte i Lund, vars biskopar därmed blev ärkebiskopar över en nordisk kyrkoprovins, där Sverige ingick. I mitten av 1100-talet rasade emellertid en strid inom västkyrkan, då det fanns flera påvar samtidigt, vilka vardera försökte knyta så många ärkebiskopar och världsliga ledare till sig som möjligt. Eftersom ärkebiskop Eskil i Lund stödde den ena sidan i kampen, medan den danske kungen Valdemar den store stödde den andra, blev Eskil landsförvisad. För att påven skulle kunna knyta fler områden till sig lösgjordes Norge 1153 och bildade en egen kyrkoprovins med ärkebiskop i Nidaros (nuvarande Trondheim). Det gjordes vid samma tid försök att likaså lösgöra Sverige, men det misslyckades eftersom man inte kunde enas om var ärkebiskopssätet skulle ligga. 1164 bildades emellertid Uppsala ärkestift och den 5 augusti detta år vigdes Stefan till den svenska kyrkoprovinsens första ärkebiskop. Sätet låg då i det som nu kallas Gamla Uppsala. Ärkebiskopen i Lund fortsatte att vara primas också över den svenska provinsen, vilket innebar att ärkebiskopen i Uppsala inte lydde direkt under påven i Rom, utan under Lundabiskopen. Denna ordning bestod formellt fram till reformationen på 1500-talet, även om svenskarna vid ett flertal tillfällen gjorde försök att ändra den. 1273 flyttades biskopssätet från Gamla Uppsala till det nuvarande Uppsala.
1523 tillträdde Johannes Magnus som Uppsalas katolska kyrkoprovins siste katolska ärkebiskop, men tvingades gå i exil redan tre år senare. Han levde sedan i Rom och upprätthöll titeln som titulärärkebiskop till sin död 1544. Den övertogs av hans bror Olaus Magnus och han upprätthöll den till sin död 1557. Som titulärärkebiskopar hade de dock inget inflytande över Uppsalas katolska kyrkoprovins. I stället tillträdde Laurentius Petri Nericius 1531 som den första svenska protestantiska ärkebiskopen (svenska kyrkan blev en av få protestantiska kyrkor som behöll systemet med biskopar och ärkebiskopar, förutom kortare tid av superintendentur). Han blev därmed också den förste svenske ärkebiskop som valdes av prästeståndets ledamöter (clerus comitialis).
Svenska kyrkan hade kvar sin ställning som statskyrka fram till 1 januari 2000, varefter den är ett trossamfund i Sverige bland andra (med viss särskild lagstiftning). K.G. Hammar blev den sista ärkebiskopen som utnämnts av Sveriges regering (1997).

### Ärkebiskopar under påven i Rom för Uppsala kyrkoprovins
Listan nedan upptar personer som burit titel ärkebiskop före och under reformationen, i kronologisk följd.

#### 1100-talet
| Namn     | Bild                       | Född  | Tillträde      | Avgång                                        | Död                                           | Anmärkning                                   | Källor |
| -------- | -------------------------- | ----- | -------------- | --------------------------------------------- | --------------------------------------------- | -------------------------------------------- | ------ |
| Stefan   | Ärkebiskops Stefans sigill | Okänt | 5 augusti 1164 | 18 juli 1185                                  | 18 juli 1185                                  | Första ärkebiskopen med säte i Sverige.      |        |
| Johannes |                            | Okänt | 1185           | 14 juli eller 12 augusti 1187 i Almare-Stäket | 14 juli eller 12 augusti 1187 i Almare-Stäket | Dödad av estniska sjörövare i Almare-Stäket. |        |
| Petrus   |                            | Okänt | 1187           | 18 september 1197                             | 18 september 1197                             |                                              |        |
| Namn     | Bild                       | Född  | Tillträde      | Avgång                                        | Död                                           | Anmärkning                                   | Källor |

#### 1200-talet
| Namn                                 | Bild                       | Född                            | Tillträde                                                                                | Avgång                                       | Död                                          | Anmärkning | Källor |
| ------------------------------------ | -------------------------- | ------------------------------- | ---------------------------------------------------------------------------------------- | -------------------------------------------- | -------------------------------------------- | --- | ------ |
| Olof Lambatunga                      |                            | Okänt                           | 1198                                                                                     | 11 november senast 1206                      | 11 november senast 1206                      | Möjligen var det Olof som fick kung Sverker den yngre att 1200 utfärda särskilda privilegier åt Uppsalas katolska kyrkoprovins.  |        |
| Valerius                             |                            | Okänt                           | 1207                                                                                     | 7 april något år mellan 1219 och 1224        | 7 april något år mellan 1219 och 1224        | Stod på sverkerska ättens sida i kampen om den svenska kungakronan. Utförde den första säkerställda svenska kungakröningen 1210. |        |
| Vakans från Valerius död till 1224.  |                            |                                 |                                                                                          |                                              |                                              | |        |
| Olof Basatömer (Olaus) (båstömmaren) |                            | Okänt                           | 29 januari 1224                                                                          | 19 eller 29 mars 1234                        | 19 eller 29 mars 1234                        | |        |
| Vakans 1234–1236                     |                            |                                 |                                                                                          |                                              |                                              | |        |
| Jarler (Jarlerius)                   | Ärkebiskops Jarlers sigill | Okänt                           | 1236                                                                                     | 22 augusti 1255                              | 22 augusti 1255                              | |        |
| Laurentius (Lars)                    |                            | Okänt                           | 1255                                                                                     | 3 eller 4 mars 1267                          | 3 eller 4 mars 1267                          | |        |
| Vakans 1267–1274.                    |                            |                                 |                                                                                          |                                              |                                              | |        |
| Folke Johansson (Ängel) (Fulco)      |                            | Okänt                           | Fungerade som administrerande ärkebiskop från Laurentius död 1267, men valdes först 1274 | 3 mars 1277                                  | 3 mars 1277                                  | Biskopssätet flyttades från Gamla Uppsala till Uppsala den 24 januari 1273.                                                      |        |
| Jakob Israelsson                     |                            | Okänt                           | Omtalad som vald i januari och vigd i augusti 1278                                       | 25 oktober 1281                              | 25 oktober 1281                              | |        |
| Johan Odulfsson                      |                            | Okänt                           | Vald i december 1281 eller januari 1282, men aldrig vigd                                 | Avsade sig ämbetet 1284                      | 21 maj 1290                                  | |        |
| Magnus Bosson                        |                            | Okänt                           | 5 augusti 1285                                                                           | 15 juni 1289                                 | 15 juni 1289                                 | |        |
| Johan                                | Ärkebiskops Johans sigill  | Antingen i Polen eller Uppsala. | 1289                                                                                     | 8 eller 15 september 1291 i franska Provence | 8 eller 15 september 1291 i franska Provence | Dog under en resa för att ta emot palliet (ärkebiskopens värdighetstecken) av påven.                                             |        |
| Nils Allesson                        |                            | Okänt                           | 1292                                                                                     | 3 eller 4 februari 1305                      | 3 eller 4 februari 1305                      | |        |
| Namn                                 | Bild                       | Född                            | Tillträde                                                                                | Avgång                                       | Död                                          | Anmärkning | Källor |

#### 1300-talet
| Namn                                                 | Bild                              | Född                 | Tillträde        | Avgång                                            | Död                                               | Anmärkning                                                                        | Källor |
| ---------------------------------------------------- | --------------------------------- | -------------------- | ---------------- | ------------------------------------------------- | ------------------------------------------------- | --------------------------------------------------------------------------------- | ------ |
| Vakans 1305–1308                                     |                                   |                      |                  |                                                   |                                                   |                                                                                   |        |
| Nils Kettilsson                                      |                                   | Okänt                | Juli 1308        | 30 maj 1314                                       | 30 maj 1314                                       | Var den som 1311 dömde Botulf, det enda kätterifallet i Sverige under medeltiden. |        |
| Olov Björnsson (Olaus Beronis)                       |                                   | Okänt                | 1314             | 13 mars 1332                                      | 13 mars 1332                                      |                                                                                   |        |
| Peter Filipsson (Petrus Philippi)                    |                                   | Okänt                | 3 oktober 1332   | 12 augusti 1341                                   | 12 augusti 1341                                   |                                                                                   |        |
| Heming Nilsson                                       | Ärkebiskop Heming Nilssons sigill | Okänt                | 18 oktober 1341  | 15 maj 1351                                       | 15 maj 1351                                       |                                                                                   |        |
| Peter Tyrgilsson eller Torkelsson (Petrus Thyrgilli) |                                   | Troligen i Skänninge | 17 november 1351 | 18 oktober 1366                                   | 18 oktober 1366                                   |                                                                                   |        |
| Birger Gregersson                                    |                                   | Troligen 1327        | 6 november 1366  | 10 mars 1383 (troligen på slottet Arnö i Mälaren) | 10 mars 1383 (troligen på slottet Arnö i Mälaren) | Skrev en helgonlegend om heliga Birgitta.                                         |        |
| Henrik Karlsson (Henricus Caroli)                    |                                   | Okänt                | 27 mars 1383     | 20 mars 1408                                      | 20 mars 1408                                      |                                                                                   |        |
| Namn                                                 | Bild                              | Född                 | Tillträde        | Avgång                                            | Död                                               | Anmärkning                                                                        | Källor |

#### 1400-talet
| Namn                                       | Bild                                          | Född                          | Tillträde                          | Avgång                                  | Död                                     | Anmärkning                                                                                                 | Källor |
| ------------------------------------------ | --------------------------------------------- | ----------------------------- | ---------------------------------- | --------------------------------------- | --------------------------------------- | --- | ------ |
| Jöns Gerekesson (Johannes Gerechini)       |                                               | Troligen i Danmark            | 8 juni 1408                        | Avsatt 23 september 1421                | 18 augusti 1433 på Island               | |        |
| Johan Håkansson (Johannes Haquini)         |                                               | Okänt                         | 23 september 1421                  | 9 februari 1432                         | 9 februari 1432                         | |        |
| Olov Larsson (Olaus Laurentii)             |                                               | Okänt                         | 12 februari 1432                   | 25 juni 1438                            | 25 juni 1438                            | |        |
| Arnold Klementsson eller Arend Klementssøn |                                               | Okänt                         | 1433                               | Våren 1434                              | Våren 1434                              | Insatt av kung Erik av Pommern i opposition mot Olov Larsson, men aldrig vigd.                             |        |
| Nils Ragvaldsson (Nicolaus Ragvaldi)       |                                               | Senast i början av 1380-talet | 25 juni 1438                       | 17 februari 1448                        | 17 februari 1448                        | |        |
| Jöns Bengtsson                             | Jöns Bengtssons sigill                        | Omkring 1417                  | 30 juni 1448                       | 15 december 1467                        | 15 december 1467                        | Även Sveriges riksföreståndare 1457 och 1465–1466.                                                         |        |
| Tord Pedersson Bonde                       |                                               | Okänt                         | Vald i april 1468, men aldrig vigd | Andra halvan av maj 1470 (efter 15 maj) | Andra halvan av maj 1470 (efter 15 maj) | |        |
| Jakob Ulvsson                              | Staty över Jakob Ulvsson vid Uppsala domkyrka | Troligen 1435                 | 18 december 1469                   | Oktober 1514                            | Våren 1521 (”före midsommar”)           | Den som har innehaft ämbetet längst (45 år). Den drivande kraften bakom grundandet av Uppsala universitet. |        |
| Namn                                       | Bild                                          | Född                          | Tillträde                          | Avgång                                  | Död                                     | Anmärkning                                                                                                 | Källor |

#### 1500-talet
| Namn                                             | Bild                                                    | Född                                  | Tillträde                                                                        | Avgång | Död                                                                                | Anmärkning | Källor |
| ------------------------------------------------ | ------------------------------------------------------- | ------------------------------------- | -------------------------------------------------------------------------------- | --- | ---------------------------------------------------------------------------------- | --- | ------ |
| Gustav Trolle                                    | Gustav Trolle på Blodbadsplanschen                      | September 1488                        | Oktober 1514                                                                     | Avsatt av riksföreståndaren Sten Sture den yngre 23 november 1517                                                           |                                                                                    | |        |
| Vakans 1517–1520                                 |                                                         |                                       |                                                                                  | |                                                                                    | |        |
| Gustav Trolle                                    | Gustav Trolle på Blodbadsplanschen                      |                                       | Återinsatt av kung Kristian II hösten 1520                                       | Ånyo avsatt och tvingad i landsflykt under befrielsekriget 1521                                                             | Några veckor efter slaget vid Öxnebjerg den 11 juni 1535 (där han sårades dödligt) | En av de ansvariga bakom Stockholms blodbad den 7–9 november 1520.                                                          |        |
| Vakans 1521–1523.                                |                                                         |                                       |                                                                                  | |                                                                                    | |        |
| Johannes Magnus (Johannes Magni) (Johan Månsson) | 1800-talsavbildning av Johannes Magnus i 1600-talsdräkt | 19 mars 1488 i Linköping              | 15 augusti 1523                                                                  | Tvingad i landsflykt 1526 undan reformationen, som han var motståndare till. Fortsatte vara titulärärkebiskop till sin död. | 22 mars 1544 i Rom                                                                 | Sista katolska ärkebiskopen som haft säte i Sverige.                                                                        |        |
| Olaus Magnus (Olof Månsson)                      |                                                         | Början av oktober 1490 i Östergötland | Utsedd av påven till titulärärkebiskop 26 oktober 1544 efter Johannes Magnus död | 1 augusti 1557 i Rom | 1 augusti 1557 i Rom                                                               | Bror till Johannes Magnus. Den sista katolska biskopen innan fullbordad luthersk reformation av Uppsala katolska ärkestift. |        |
| Namn                                             | Bild                                                    | Född                                  | Tillträde                                                                        | Avgång | Död                                                                                | Anmärkning | Källor |

### Ärkebiskopar för Svenska kyrkan

#### 1500-talet
| Namn                                                                | Bild                                                             | Född                                   | Tillträde                                  | Avgång                 | Död              | Anmärkning                                                          | Källor |
| ------------------------------------------------------------------- | ---------------------------------------------------------------- | -------------------------------------- | ------------------------------------------ | ---------------------- | ---------------- | ------------------------------------------------------------------- | ------ |
| Laurentius Petri Nericius (Lars Petersson från Närke)               | Avbildning av Laurentius Petri i Svenskt Biografiskt Handlexikon | 1499 i Örebro                          | Vald i augusti 1531 Vigd 22 september 1531 | 26 oktober 1573        | 26 oktober 1573  | Den första protestantiska ärkebiskopen. Svärfar till efterträdaren. |        |
| Laurentius Petri Gothus (Lars Petersson från Östergötland)          |                                                                  | 1529 eller 1530 i Söderköping          | Vald i december 1574 Vigd 14 juli 1575     | 12 februari 1579       | 12 februari 1579 | Gift med föregångarens dotter.                                      |        |
| Vakans 1579–1583.                                                   |                                                                  |                                        |                                            |                        |                  |                                                                     |        |
| Andreas Laurentii Björnram (Bothniensis Bureus) (Anders Larsson)    |                                                                  | 1520                                   | 8 september 1583                           | 1 januari 1591         | 1 januari 1591   |                                                                     |        |
| Vakans 1591–1593.                                                   |                                                                  |                                        |                                            |                        |                  |                                                                     |        |
| Abrahamus Andreae Angermannus (Abraham Andersson från Ångermanland) |                                                                  | Omkring 1540 i Sidensjö i Ångermanland | 15 mars 1593                               | Avsatt 7 februari 1599 | December 1607    |                                                                     |        |
| Nicolaus Olai Bothniensis (Nils Olausson från Västerbotten)         |                                                                  | Omkring 1550 i Piteå                   | Vald 25 juli 1599, men aldrig vigd         | 18 maj 1600            | 18 maj 1600      |                                                                     |        |
| Namn                                                                | Bild                                                             | Född                                   | Tillträde                                  | Avgång                 | Död              | Anmärkning                                                          | Källor |

#### 1600-talet
| Namn                                                                                  | Bild                                                            | Född                                      | Tillträde        | Avgång                     | Död                        | Anmärkning | Källor |
| ------------------------------------------------------------------------------------- | --------------------------------------------------------------- | ----------------------------------------- | ---------------- | -------------------------- | -------------------------- | ---------- | ------ |
| Olaus Martini (Olof Mårtensson)                                                       |                                                                 | 1557 i Uppsala                            | 8 juli 1600      | 17 mars 1609 i Uppsala     | 17 mars 1609 i Uppsala     |            |        |
| Petrus Kenicius (Peter Königsson)                                                     | Avbildning av Petrus Kenicius i Svenskt Biografiskt Handlexikon | 1555 i Baggböle i Västerbotten            | 2 juli 1609      | 3 februari 1636 i Uppsala  | 3 februari 1636 i Uppsala  |            |        |
| Laurentius Paulinus Gothus (Lars Pålsson från Östergötland)                           |                                                                 | 10 november 1565 i Söderköping            | 5 juli 1637      | 29 november 1646 i Uppsala | 29 november 1646 i Uppsala |            |        |
| Johannes Canuti Lenaeus (Johan Knutsson från Länna)                                   |                                                                 | 29 november 1573 i Länna                  | 14 mars 1647     | 23 april 1669 i Uppsala    | 23 april 1669 i Uppsala    |            |        |
| Laurentius Matthiæ Stigzelius Angermannus (Lars Mattsson från Stigsjö i Ångermanland) |                                                                 | 27 oktober 1598 i Stigsjö i Ångermanland  | 22 februari 1670 | 31 augusti 1676 i Uppsala  | 31 augusti 1676 i Uppsala  |            |        |
| Johannes Baazius d.y.                                                                 |                                                                 | 13 juli 1626 i Jönköping i Småland        | 23 maj 1677      | 12 maj 1681 i Stockholm    | 12 maj 1681 i Stockholm    |            |        |
| Olov Svebilius (Olof från Svensby)                                                    | Avbildning av Olov Svebilius i Svenskt Biografiskt Handlexikon  | 1 januari 1624 i Ljungby socken i Småland | 8 september 1681 | 29 juni 1700 i Uppsala     | 29 juni 1700 i Uppsala     |            |        |
| Namn                                                                                  | Bild                                                            | Född                                      | Tillträde        | Avgång                     | Död                        | Anmärkning | Källor |

#### 1700-talet
| Namn                                                                               | Bild            | Född                                                              | Tillträde                                           | Avgång                                 | Död                                    | Anmärkning                                                                 | Källor |
| ---------------------------------------------------------------------------------- | --------------- | ----------------------------------------------------------------- | --------------------------------------------------- | -------------------------------------- | -------------------------------------- | -------------------------------------------------------------------------- | ------ |
| Ericus Henrici Benzelius Bothniensis (Erik Henriksson från Bensbyn i Västerbotten) |                 | 16 december 1632 i Bensbyn utanför Luleå i dåvarande Västerbotten | 29 september 1700                                   | 17 februari 1709 i Uppsala             | 17 februari 1709 i Uppsala             | Far till Erik d.y., Jakob och Henric Benzelius.                            |        |
| Vakans 1709–1711.                                                                  |                 |                                                                   |                                                     |                                        |                                        |                                                                            |        |
| Haquin Spegel (Håkan Danielsson Spegel)                                            |                 | 14 juni 1645 i Ronneby i det då danska Blekinge                   | 21 april 1711                                       | 17 april 1714 i Uppsala                | 17 april 1714 i Uppsala                |                                                                            |        |
| Mattias Steuchius (Mattias Stök)                                                   |                 | 26 oktober 1644 i Fogdö i Uppland                                 | 4 december 1714                                     | 2 augusti 1730 i Uppsala               | 2 augusti 1730 i Uppsala               |                                                                            |        |
| Johannes Steuchius (Jöns Stök)                                                     |                 | 3 januari 1676 i Härnösand                                        | 20 november 1730                                    | 21 juni 1742 i Uppsala                 | 21 juni 1742 i Uppsala                 |                                                                            |        |
| Erik Benzelius d.y.                                                                |                 | 27 januari 1675 i Uppsala                                         | Utsedd 20 september 1742, men hann aldrig tillträda | 23 september 1743 i Linköping          | 23 september 1743 i Linköping          | Son till Erik Benzelius d.ä. och bror till Jakob och Henric Benzelius.     |        |
| Jakob Benzelius                                                                    |                 | 25 februari 1683 i Uppsala                                        | 8 mars 1744                                         | 19 juni 1747 i Stockholm               | 19 juni 1747 i Stockholm               | Son till Erik Benzelius d.ä. och bror till Erik d.y. och Henric Benzelius. |        |
| Henric Benzelius                                                                   |                 | 7 augusti 1689 i Strängnäs i Västmanland                          | 16 september 1747                                   | 20 maj 1758 i Uppsala                  | 20 maj 1758 i Uppsala                  | Son till Erik Benzelius d.ä. och bror till Jakob och Erik d.y. Benzelius.  |        |
| Samuel Troilius                                                                    | Samuel Troilius | 22 maj 1706 i Stora Skedvi i Dalarna                              | 8 november 1758                                     | 18 januari 1764 i Uppsala              | 18 januari 1764 i Uppsala              |                                                                            |        |
| Magnus Olai Beronius                                                               |                 | 18 oktober 1692 i Uppsala                                         | 26 juni 1764                                        | 18 maj 1775 i Uppsala                  | 18 maj 1775 i Uppsala                  |                                                                            |        |
| Carl Fredrik Mennander                                                             |                 | 19 juli 1712 i Stockholm                                          | 31 augusti 1775                                     | 22 maj 1786 i Uppsala                  | 22 maj 1786 i Uppsala                  |                                                                            |        |
| Uno von Troil                                                                      |                 | 24 februari 1746 i Stockholm                                      | 30 augusti 1786                                     | 27 juli 1803 vid Sätra brunn i Uppland | 27 juli 1803 vid Sätra brunn i Uppland |                                                                            |        |
| Namn                                                                               | Bild            | Född                                                              | Tillträde                                           | Avgång                                 | Död                                    | Anmärkning                                                                 | Källor |

#### 1800-talet
| Namn                    | Bild | Född                                                           | Tillträde         | Avgång                      | Död                         | Anmärkning | Källor |
| ----------------------- | ---- | -------------------------------------------------------------- | ----------------- | --------------------------- | --------------------------- | ---------- | ------ |
| Vakans 1803–1805.       |      |                                                                |                   |                             |                             |            |        |
| Jacob Axelsson Lindblom |      | 27 juli 1746 i Skeda utanför Linköping                         | 1 mars 1805       | 15 februari 1819 i Uppsala  | 15 februari 1819 i Uppsala  |            |        |
| Carl von Rosenstein     |      | 13 maj 1766 i Uppsala                                          | 28 maj 1819       | 2 december 1836 i Uppsala   | 2 december 1836 i Uppsala   |            |        |
| Johan Olof Wallin       |      | 15 oktober 1779 i Stora Tuna socken utanför Borlänge i Dalarna | 17 mars 1837      | 30 juni 1839 i Uppsala      | 30 juni 1839 i Uppsala      |            |        |
| Carl Fredrik af Wingård |      | 26 september 1781 i Stockholm                                  | 28 september 1839 | 19 september 1851 i Uppsala | 19 september 1851 i Uppsala |            |        |
| Hans Olov Holmström     |      | 15 oktober 1784 i Ösmo i Södermanland                          | 17 januari 1852   | 27 augusti 1855 i Uppsala   | 27 augusti 1855 i Uppsala   |            |        |
| Henrik Reuterdahl       |      | 11 september 1795 i Uppsala                                    | 31 januari 1856   | 28 juni 1870 i Uppsala      | 28 juni 1870 i Uppsala      |            |        |
| Anton Niklas Sundberg   |      | 27 maj 1818 i Uddevalla                                        | 11 november 1870  | 2 februari 1900 i Uppsala   | 2 februari 1900 i Uppsala   |            |        |
| Namn                    | Bild | Född                                                           | Tillträde         | Avgång                      | Död                         | Anmärkning | Källor |

#### 1900-talet
| Namn               | Bild | Född                                  | Tillträde                                         | Avgång                     | Död                        | Anmärkning                                                                        | Källor |
| ------------------ | ---- | ------------------------------------- | ------------------------------------------------- | -------------------------- | -------------------------- | --------------------------------------------------------------------------------- | ------ |
| Johan August Ekman |      | 26 november 1845 i Hjälstad           | 29 juni 1900                                      | 30 november 1913 i Uppsala | 30 november 1913 i Uppsala |                                                                                   |        |
| Nathan Söderblom   |      | 15 januari 1866 i Trönö i Hälsingland | 20 maj 1914                                       | 12 juli 1931 i Uppsala     | 12 juli 1931 i Uppsala     | Mottog Nobels fredspris 1930.                                                     |        |
| Erling Eidem       |      | 23 april 1880 i Göteborg              | Utnämnd 18 december 1931 Tillträdd 25 maj 1932    | 1 maj 1950                 | 14 april 1972 i Vänersborg | Förste ärkebiskop sedan reformation som avgått istället för att dö i ämbetet.     |        |
| Yngve Brilioth     |      | 12 juli 1891 i Västra Ed i Småland    | Utnämnd 24 februari 1950 Tillträdd 1 maj 1950     | 1 oktober 1958             | 27 april 1959 i Uppsala    |                                                                                   |        |
| Gunnar Hultgren    |      | 19 februari 1902 i Eskilstuna         | Utnämnd 28 juli 1958 Tillträdd 1 oktober 1958     | 1 oktober 1967             | 13 februari 1991 i Uppsala |                                                                                   |        |
| Ruben Josefson     |      | 25 augusti 1907 i Svenljunga          | Utnämnd 18 maj 1967 Tillträdd 1 oktober 1967      | 19 mars 1972 i Uppsala     | 19 mars 1972 i Uppsala     | Den senaste ärkebiskopen som har dött i ämbetet.                                  |        |
| Olof Sundby        |      | 6 december 1917 i Karlskoga           | Utnämnd 8 september 1972 Tillträdd 1 oktober 1972 | 30 juni 1983               | 6 december 1996 i Lund     | Förrättade 19 juni 1976 vigseln mellan kung Carl XVI Gustaf och drottning Silvia. |        |
| Bertil Werkström   |      | 9 juni 1928 i Lund                    | Utnämnd 23 februari 1983 Tillträdd 1 juli 1983    | 1 oktober 1993             | 10 juli 2010 i Stockholm   |                                                                                   |        |
| Gunnar Weman       |      | 25 februari 1932 i Uppsala            | Utnämnd 31 mars 1993 Tillträdd 1 oktober 1993     | 26 januari 1997            | 24 februari 2024 i Sigtuna | Son till domkyrkoorganisten Henry Weman i Uppsala.                                |        |
| Namn               | Bild | Född                                  | Tillträde                                         | Avgång                     | Död                        | Anmärkning                                                                        | Källor |

#### 2000-talet
| Namn               | Bild | Född                                  | Tillträde                                          | Avgång          | Död | Anmärkning                                                                         | Källor |
| ------------------ | ---- | ------------------------------------- | -------------------------------------------------- | --------------- | --- | ---------------------------------------------------------------------------------- | ------ |
| Karl Gustav Hammar |      | 18 februari 1943 i Hässleholm         | Utnämnd 12 december 1996 Tillträdd 26 januari 1997 | 1 augusti 2006  |     | Den siste ärkebiskopen som utnämnts av Sveriges regering.                          |        |
| Anders Wejryd      |      | 8 augusti 1948 i Falköping            | 29 augusti 2006                                    | 14 juni 2014    |     | Förrättade 19 juni 2010 vigseln mellan kronprinsessan Victoria och Daniel Westling |        |
| Antje Jackelén     |      | 4 juni 1955 i Herdecke i Västtyskland | 15 juni 2014                                       | 30 oktober 2022 |     | Sveriges första kvinnliga ärkebiskop.                                              |        |
| Martin Modéus      |      | 1 mars 1962 i Jönköping               | 4 december 2022                                    |                 |     |                                                                                    |        |
| Namn               | Bild | Född                                  | Tillträde                                          | Avgång          | Död | Anmärkning                                                                         | Källor |

## Övriga biskopar i Uppsala
År 1990 införde Svenska kyrkan ytterligare en biskopsbefattning för Uppsala stift. Denna är tänkt att vara biskop enbart för stiftet och ska därmed avlasta ärkebiskopen.
| Namn              |      | Född                                   | Tillträde      | Avgång           | Död | Anmärkning | Källor |
| ----------------- | ---- | -------------------------------------- | -------------- | ---------------- | --- | ---------- | ------ |
| Tord Harlin       |      | 30 maj 1935 i Luleå i Norrbotten       | 7 oktober 1990 | 7 maj 2000       |     |            |        |
| Ragnar Persenius  |      | 27 juni 1952 i Uppsala i Uppland       | 7 maj 2000     | 24 februari 2019 |     |            |        |
| Karin Johannesson |      | 8 december 1970 i Filipstad i Värmland | 3 mars 2019    |                  |     |            |        |
| Namn              | Bild | Född                                   | Tillträde      | Avgång           | Död | Anmärkning | Källor |